# Малёнкин, Юрий Иванович
Юрий Иванович Малёнкин (6 июля 1929 года, Москва — 29 ноября 2019, там же) — ветеран космоса, ведущий инженер лаборатории комплексного отделения ФГУП «НПЦ АП им. академика Н. А. Пилюгина».

## Биография
C 1949 по 1964 гг. работал на предприятиях Минсредмаша СССР, в том числе на заводе «Маяк», в Курчатовском институте и др. Ученик и заместитель Л. А. Арцимовича на посту главного физика в экспериментах по управляемому термоядерному синтезу. С 1964 года работал в НИИ автоматики и приборостроения, пройдя путь от инженера 2-й категории до ведущего инженера.

### Образование
В 1977 году окончил заочное отделение МИРЭА.

## Вклад в науку
Внес заметный вклад в разработку телеметрических приборов и испытательной аппаратуры комплексного стенда для отладки и приёмо-сдаточных испытаний САУ РКК Н-1, Л1, Л3, 11К77, бортовых коммутаторов и телеметрических приборов САУ РКК ОК «Буран», «Зенит-Зс», «Морской старт», «Фрегат», «ДМ-SL», «Ангара», «KCЛB». Автор авторских свидетельств на изобретения, в том числе трех внедренных в производство РКТ.

## Звания и награды
- Ветеран труда России;
- Почетный ветеран труда НПЦАП.
- Награждён двумя государственными медалями[2].